# CONEL
Compania Națională de Electricitate (CONEL) este o fostă companie de stat înființată în anul 1998 prin reorganizarea RENEL.
CONEL avea în componență componență trei filiale:
- S.C. Termoelectrica S.A. - pentru producerea de energie electrică și termică în termocentrale
- S.C. Hidroelectrica S.A. - pentru producerea de energie electrică în hidrocentrale
- S.C. Electrica S.A. - pentru distribuția și furnizarea energiei electrice

În anul 2000 CONEL, a fost împărțită în următoarele societăți comerciale independente aflate integral în proprietatea statului:
- S.C. Termoelectrica S.A.
- S.C. Hidroelectrica S.A.
- S.C. Electrica S.A.
- C.N. Transelectrica S.A., cu rol de Operator de Transport și Sistem, având ca filială cu personalitate juridică S.C. OPCOM S.A.

Ca efect al acestei împărțiri, CONEL a fost desființată.